# Pedinophyllopsis abdita
Pedinophyllopsis abdita là một loài rêu tản trong họ Geocalycaceae. Loài này được (Sull.) R.M. Schust. & Inoue miêu tả khoa học lần đầu tiên năm 1981.